# Thích lá bóng
Thích lá bóng hay ocnf gọi phong láng (danh pháp khoa học: Acer laevigatum) là một loài thực vật có hoa trong họ Bồ hòn. Loài này được Wall. mô tả khoa học đầu tiên năm 1830.

## Hình ảnh

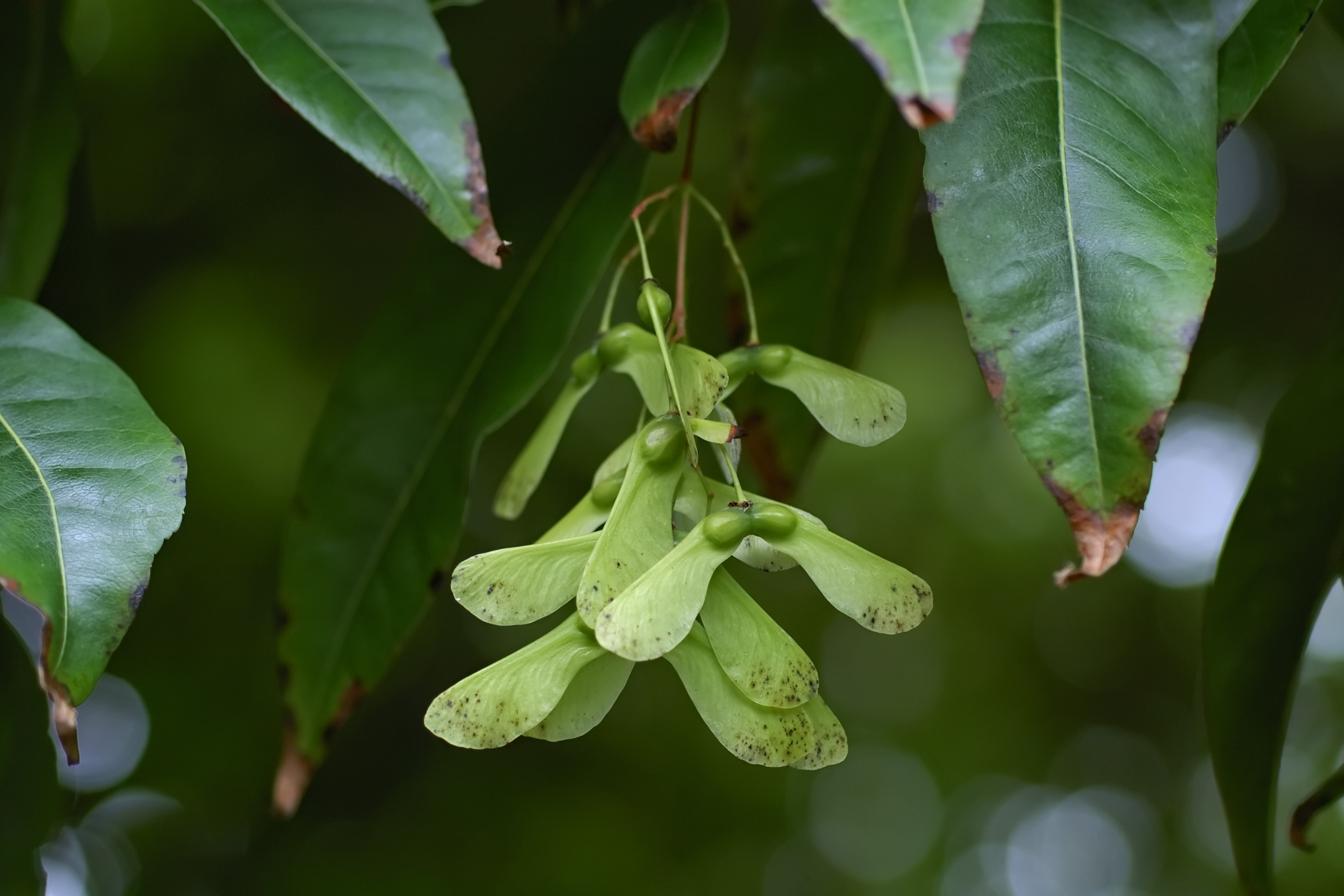
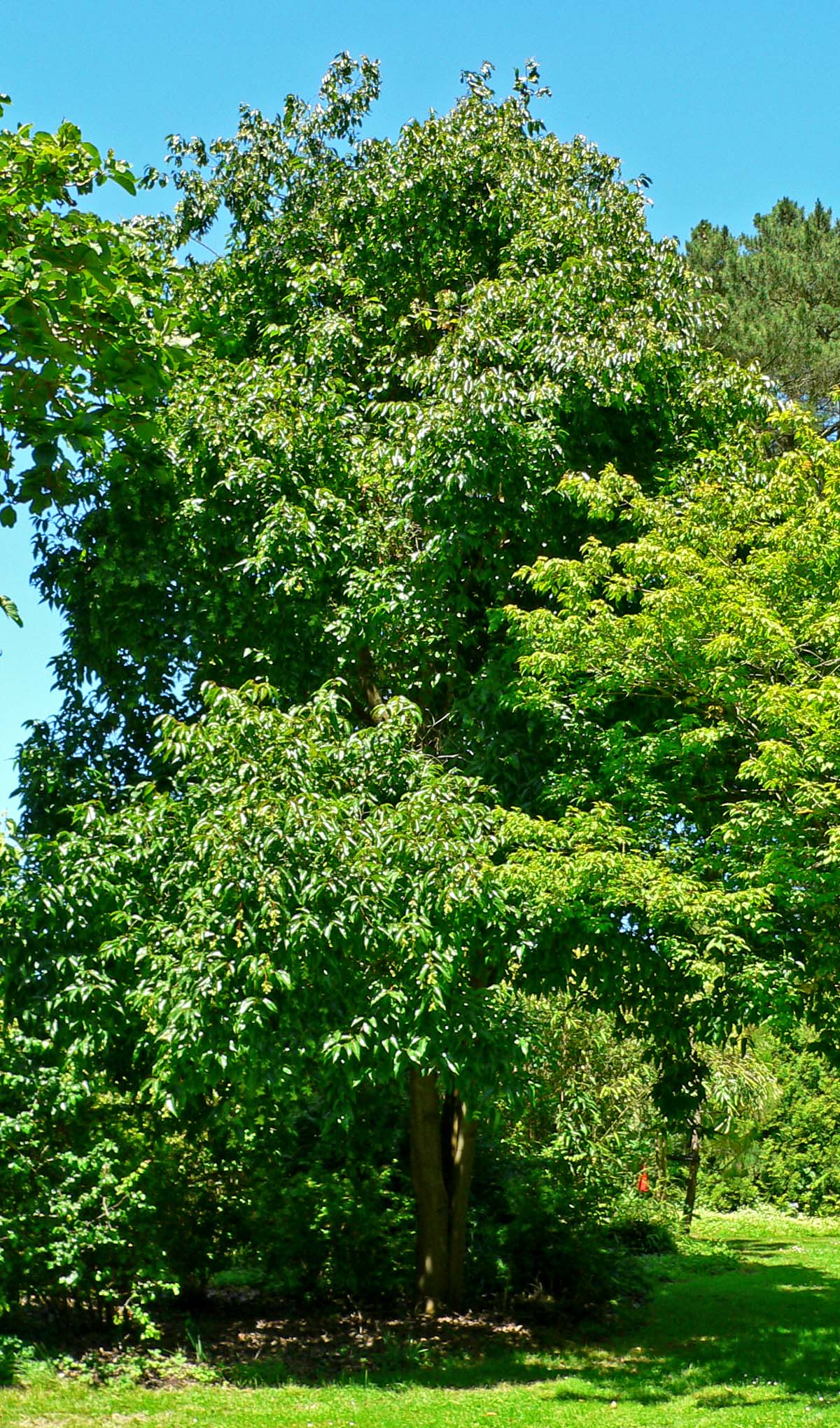
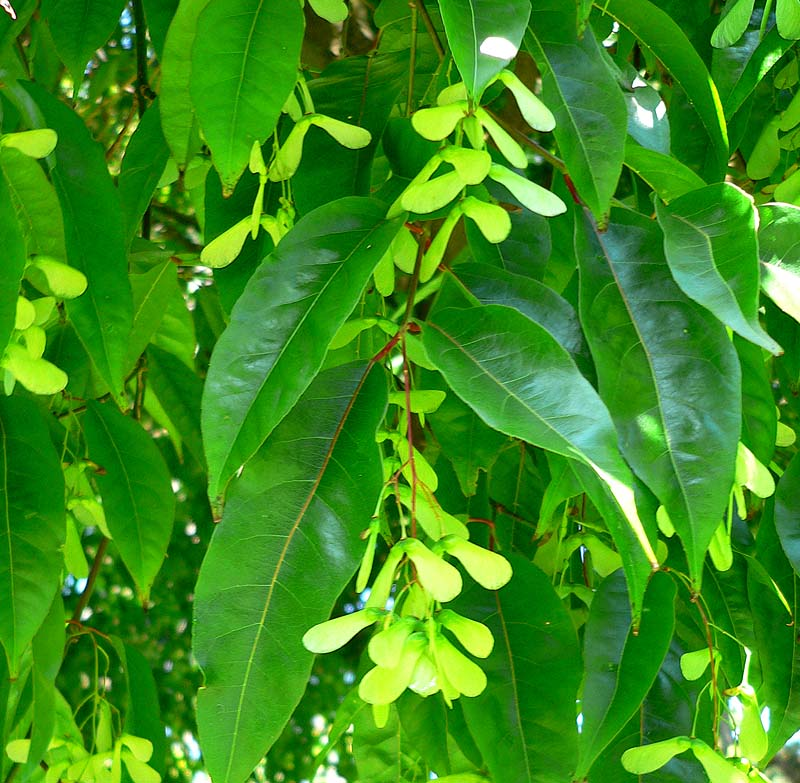